# Gonomyia (Paralipophleps) micracantha
Gonomyia (Paralipophleps) micracantha is een tweevleugelige uit de familie steltmuggen (Limoniidae). De soort komt voor in het Neotropisch gebied.